# Raymond Lakah

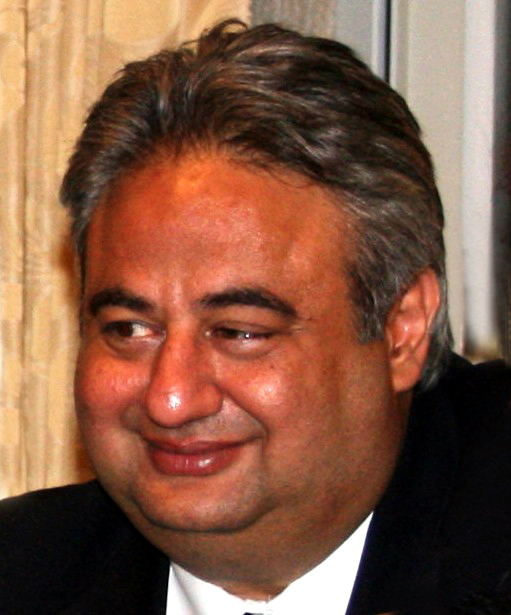
Ramy Lakah

Raymond Lakah, geboren als Rami Lakah (arabisch رامي لكح), ist ein einflussreicher französisch-ägyptischer Geschäftsmann römisch-katholischen Glaubens, der in Ägypten lebt. Der ehemalige Eigentümer der französischen Zeitung France Soir ist zurzeit Vorsitzender der CEO LAKAH GROUP Cairo und stellvertretender Parteivorsitzender der liberalen Reform- und Entwicklungspartei in Ägypten.
Lakah wurde in eine christliche ägyptische Familie hineingeboren und wurde erstmals mit seinem Bruder Michel Lakah in der Mitte der 1990er Jahre in der Öffentlichkeit bekannt. Die Brüder besaßen Holdings im Baugewerbe, im Gesundheitsmanagement und in der Flugtechnik. Im November 1998 wurden ihre Holdings an der Kairoer Börse gehandelt, wobei Rami einen Anteil von 38 Prozent und Michel einen Anteil von 31 Prozent besaß.

## Politische Laufbahn
Bei den Wahlen im November 2000 wurde Lakah im Alter von 40 Jahren in das ägyptische Parlament gewählt. Seine Wahl warf die Frage der Zulässigkeit von Menschen mit doppelter Staatsbürgerschaft in Regierungsämtern auf, da Lakah sowohl französischer als auch ägyptischer Staatsbürger ist. Im Januar 2001 erklärte Innenminister Habib al-Adli, dass seine Wahl im Jahre 2000 ungültig gewesen sei. 
Diskussionen über Lakahs Verbindlichkeiten, die vor seiner Wahl begannen, intensivierten sich ebenfalls. Seine Verschuldung, die sich auf 1,2 bis 1,4 Milliarden Ägyptische Pfund belief, verblieb zusammen mit vielen Anleihen unbezahlt. Als ein Prozess gegen ihn eingeleitet wurde, floh er aus Ägypten und siedelte sich in Frankreich an. Im August 2001 entschied ein Gericht, dass er aufgrund seiner doppelten Staatsbürgerschaft kein Mitglied des ägyptischen Parlaments sein könne. Im Oktober 2004 führte das ägyptische Parlament daraufhin ein neues Gesetz ein, welches Personen mit mehr als einer Staatsbürgerschaft die Mandatschaft untersagte.
Rami Lakah erklärt, dass alle seine Schulden voll bezahlt seien. In Frankreich übernahm er den Namen Raymond an Stelle seines arabischen Namens Rami und begann damit, sich selbst in mehreren Unternehmen einzubringen, einschließlich Star Airlines; im Oktober 2004 kaufte er die Zeitung France Soir.

## Karikaturenkontroverse
Am 2. Februar 2006 veröffentlichte die France Soir die Mohammed-Karikaturen, die eine Welle der Empörung unter Muslimen in Ägypten und auf der gesamten Welt verursachten. Die Karikaturen waren erstmals von der dänischen Zeitung Jyllands-Posten am 30. September 2005 veröffentlicht worden. 
Am selben Tag entließ Raymond Lakah den Chefredakteur Jacques Lefranc fristlos.